# 891 Gunhild
Gunhild (asteróide 891) é um asteróide da cintura principal com um diâmetro de 51,95 quilómetros, a 2,780035 UA. Possui uma excentricidade de 0,027852 e um período orbital de 1 766,33 dias (4,84 anos).
Gunhild tem uma velocidade orbital média de 17,61301915 km/s e uma inclinação de 13,54078º.
Esse asteróide foi descoberto em 17 de Maio de 1918 por Max Wolf.